# شبیر جان
شبیر جان (انگلیسی: Shabbir Jan) بازیگر فیلم و تلویزیون اهل کشور پاکستان است. وی تاکنون برندهٔ سه جایزه در زمینهٔ بازیگری شده است. این بازیگر از حدود سال ۱۹۸۴ (میلادی) تا اکنون در تلویزیون پاکستان فعالیت دارد.